# Distretto di Ocumal
Il distretto di Ocumal è un distretto del Perù nella provincia di Luya (regione di Amazonas) con 3.781 abitanti al censimento 2007 dei quali 628 urbani e 3.153 rurali.
È stato istituito il 5 febbraio 1861.

## Località
Il distretto è formato dall'insieme delle seguenti località:
| - Collonce - La Laguna - Limón - Plazuela - Golorque - Lapsho - Motupe - Paraíso | - Huayta - Cuichimal - Mashcara - Congon - Amia - Yaulicachi - Yumbite - Chuquimal | - Vista Hermosa - Choccaccho - Chamanaloma (Chamanal) - Santa Isabel - San Juan - Colcalon - Allavin - Limapampa | - La Unión - San Felipe - San Francisco - Pueblo - Caldera - Hongache - Salinguerra - Descanso | - El Progreso - San Antonio De Bolchan - Chonta Cruz - Hualmal - Nuevo Ocumal - limoncucho - vilaya |